# 加亚戈斯
加亚戈斯（法語：Gaillagos，法語發音：[ɡajaɡɔs]）是法国上比利牛斯省的一个市镇，属于阿热莱斯加佐斯特区。

## 地理
加亚戈斯（42°58'53"N, 0°10'33"W）面积8.46 平方千米，位于法国奧克西塔尼大區上比利牛斯省，该省份为法国西南部内陆省份，北至热尔省，西接大西洋比利牛斯省，南与西班牙接壤，东临上加龙省。
与加亚戈斯接壤的市镇（或旧市镇、城区）包括：萨勒、阿尔西藏代叙、欧坎、班村。
加亚戈斯的时区为UTC+01:00、UTC+02:00（夏令时）。

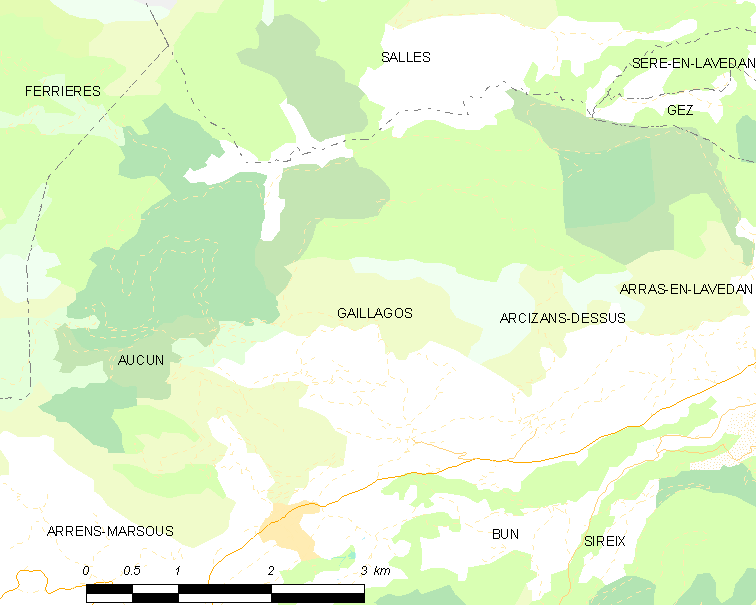
加亚戈斯的OSM定位图

## 行政
加亚戈斯的邮政编码为65400，INSEE市镇编码为65182。

## 政治
加亚戈斯所属的省级选区为激流谷县。

## 人口

1962-2008年间加亚戈斯人口变化图示

加亚戈斯于2022年1月1日时的人口数量为126人。